# 丹沢晃之
丹沢 晃之（たんざわ てるゆき、2月23日 - ）は、日本の男性声優。アイムエンタープライズ所属。埼玉県出身。

## 来歴
日本ナレーション演技研究所卒業。

## 人物
趣味は楽器演奏（ベース）、パソコン、プロレス観戦。
免許は普通自動車運転免許。

## 出演
太字はメインキャラクター。

### テレビアニメ
2005年
- ケロロ軍曹（2005年 - 2008年、親衛隊員、男の子、オペレーター）

2007年
- PRISM ARK（三賢者、サブルム兵、将軍B、生徒B）
- ルパン三世 霧のエリューシヴ

2008年
- CLANNAD 〜AFTER STORY〜（相手チーム選手）
- クリスタル ブレイズ（刑事、隊員）
- 地獄少女 三鼎（2008年 - 2009年、猛の父、工場長、文男の父）
- ネオ アンジェリーク Abyss -Second Age-（上官）
- ネットゴーストPIPOPA（平目富雄、グルマン、雪谷月彦、国語ネットゴースト、クリーニン 他）
- BUS GAMER
- ひだまりスケッチ×365（マダムッシュ）
- 北斗の拳 ラオウ外伝 天の覇王（伝令、鉄帝兵、将軍、野盗、聖帝兵）
- ヤッターマン（第2作）（客、観光客、ファン、バスの男子、ニセゴクウ）

2009年
- 11eyes（グラ）
- エグザムライ戦国（大男）
- 鋼殻のレギオス（アナウンサー）
- GA 芸術科アートデザインクラス（森田先生）
- スレイヤーズEVOLUTION-R（タフォーラシア国民A）
- 宙のまにまに（八日市）
- タユタマ -Kiss on my Deity-（河合玄造）
- チーズスイートホーム あたらしいおうち（猫）
- 東のエデン（AKX20000）
- ファイト一発!充電ちゃん!!（浪人生の兄、男、カメコB）
- リストランテ・パラディーゾ（友人）

2010年
- オオカミさんと七人の仲間たち（豚田高）
- 俺の妹がこんなに可愛いわけがない（男子生徒、カメラマン）
- COBRA THE ANIMATION（モハメド）
- テガミバチ REVERSE（2010年 - 2011年、町人E、男B、男）
- 伝説の勇者の伝説（兵士）
- HEROMAN（警官）
- BLEACH（2010年 - 2011年、刀獣、住民）
- 四畳半神話大系（先輩）

2011年
- アスタロッテのおもちゃ!（男）
- SDガンダム三国伝 Brave Battle Warriors（袁紹兵、曹操兵）
- 銀魂'（米田善吉郎）
- SKET DANCE（チンピラB）
- TIGER & BUNNY（強盗犯C）
- 花咲くいろは（旅館客）
- べるぜバブ（2011年 - 2012年、男鹿父、真田兄〈竜一〉、武宇、斜落、ヨップル星人、鬼塚運昇、バジリスク 他）

2012年
- エリアの騎士（高瀬道朗）
- バトルスピリッツ 覇王（黒服B）
- マギ（2012年 - 2013年、ハッサン、貧民C、煌兵士、従者C、ブマさん）

2013年
- 境界の彼方（アナウンス）
- クレヨンしんちゃん（2013年 - 2024年、青年、アクション仮面C、オレガー、怪人A）
- ロウきゅーぶ!SS（三沢風雅）

2014年
- ガイストクラッシャー（市長、ギゴショク・ウォン・ロン）
- 金田一少年の事件簿R（毒島陸）
- ソードアート・オンラインII（ノーム）
- ディスク・ウォーズ:アベンジャーズ（世界安全保障委員C）
- とある飛空士への恋歌（ウォルフガング・バウマン、副官、民衆、防空指揮官）
- 東京喰種トーキョーグール（2014年 - 2018年、吉田カズオ、看護師、CCG幹部、小倉久志） - 2シリーズ
- 魔法科高校の劣等生（山中幸典）

2015年
- ドラえもん（テレビ朝日版第2期）（2015年 - 2021年、おじさん、武蔵坊弁慶、監督、大熊、侍 他）
- トリアージX（煤原伴春）
- モンスター娘のいる日常（オーク族（リーダー））
- ヤング ブラック・ジャック（リーダー）
- ランス・アンド・マスクス（師父）

2016年
- 機動戦士ガンダムUC RE:0096（ネオ・ジオン兵）
- あまんちゅ!（2016年 - 2018年、ももちゃん先生） - 2シリーズ
- 暗殺教室（隊長）
- おじゃる丸（町人、カップル男性）
- ドリフターズ（オルテ兵）
- ハイキュー!! シリーズ（2016年 - 2020年、大平獅音） - 2シリーズ
- バトルスピリッツ ダブルドライブ（門番）
- ハルチカ〜ハルタとチカは青春する〜（堺先生）
- 不機嫌なモノノケ庵（2016年 - 2019年、担任、ゴイチダ） - 2シリーズ

2017年
- クロックワーク・プラネット（ハンネス）
- いぬやしき（教師）
- 血界戦線 & BEYOND（ヌズルバ）

2018年
- バキ（警官、刑事）

2019年
- モブサイコ100 シリーズ（2019年 - 2022年、浄堂麒麟） - 2シリーズ

2020年
- 僕のヒーローアカデミア（警察庁長官）
- 織田シナモン信長（柴田勝家）
- NOBLESSE -ノブレス-（M-24）

2021年
- 妖怪学園Y 〜Nとの遭遇〜（豪万蛇スグル）
- はたらく細胞BLACK（キラーT細胞）
- ゴジラ S.P ＜シンギュラポイント＞（学者、識者、船長、官房長官、指揮所有線）
- チート薬師のスローライフ〜異世界に作ろうドラッグストア〜（ピエール〈フェルナンド〉）
- アイドリッシュセブン Third BEAT!（2021年 - 2023年、番組ディレクター、制作局長、ラジオ番組ディレクター） - 2シリーズ
- 鬼滅の刃 遊郭編（2021年 - 2022年）

2022年
- 機動戦士ガンダム 水星の魔女（フロント管理社のパイロット）
- BLEACH 千年血戦篇（数比呂）

2023年
- 名探偵コナン（2023年 - 2024年、筑波峻一、根岸祐次）

2024年
- HIGHSPEED Étoile（高瀬川芳樹）
- わんだふるぷりきゅあ!（狼、男性）
- Re:ゼロから始める異世界生活 3rd season（2024年 - 2025年、ガストン） - 2シリーズ
- ソードアート・オンライン オルタナティブ ガンゲイル・オンラインII（サモン〈2代目〉）

2025年
- SAKAMOTO DAYS（よっくん）
- アン・シャーリー（テディ・フィリップス、ウィリアム・バーリー）
- 最強の王様、二度目の人生は何をする?（ブレイン・グレイダー）
- ニャイト・オブ・ザ・リビングキャット（客）
- パズドラ（ツワモノ）
- キングダム（関常）

### 劇場アニメ
2010年代
- トワノクオン（2011年、サイボーグ・ガンマ〈ハリー〉、オールドー1）
- 009 RE:CYBORG（2012年、005：ジェロニモ・ジュニア）
- 劇場版 TIGER & BUNNY -The Beginning-（2012年、強盗犯C）
- ゴーちゃん。〜モコとちんじゅうの森の仲間たち〜（2017年、医師）
- あした世界が終わるとしても（2019年、公卿）

2020年代
- プリンセス・プリンシパル Crown Handler 第2章（2021年、エドワード）

### OVA
- 電波的な彼女 〜幸福ゲーム〜（2009年、大学生B）
- べるぜバブ 〜拾った赤ちゃんは大魔王!?〜（2010年、真田兄〈竜二〉、男鹿の父） - ジャンプスーパーアニメツアー上映作品
- 機動戦士ガンダムUC（2011年、ネオ・ジオン兵）
- トリアージX（2015年、煤原伴春） - 単行本12巻Blu-ray付き限定版
- 機動戦士ガンダム THE ORIGIN（2017年 - 2018年、コズン・グラハム） - 2019年に再編集作品『THE ORIGIN 前夜 赤い彗星』テレビ放送

### Webアニメ
- SHOW BY ROCK!!（2013年、ロム[10]）
- Noblesse: Awakening（2016年、M-24）
- 残念中高年の健康見栄講座（2016年、細川[11]）
- T・Pぼん（2024年、カーク、バンドのリーダー） - 2シリーズ[一覧 8]

### ゲーム
2005年
- 少女義経伝・弐 〜刻を超える契り〜（土佐坊昌俊）

2006年
- ARIA The NATURAL 〜遠い記憶のミラージュ〜（猫妖精〈ケット・シー〉）
- 龍刻 RYU-KOKU（久遠マサキ、久遠政樹）

2007年
- ソウルクレイドル 世界を喰らう者（メディアン、ソーンダイク、ゲシュタル）
- ファイアーエムブレム 暁の女神（スクリミル）

2008年
- 妖ノ宮（夜光）
- Lの季節2 invisible memories（堤齋）
- プリズム・アーク -AWAKE-（3賢者）
- 魔界戦記ディスガイア3（ゴールドナックル、ニジレッド）

2009年
- キモかわE!（ゴーレム）
- FINAL FANTASY CRYSTAL CHRONICLES Echoes of Time（バチェン）
- Lucian Bee's RESURRECTION SUPERNOVA（マスターL）

2010年
- ぱすてるチャイムContinue（ネイ・ガーシュイン）
- VANQUISH（ロバート・バーンズ）
- Memories Off ゆびきりの記憶（南雲孝明）

2011年
- AKIBA'S TRIP（ゴンちゃん）
- 戦律のストラタス
- ラストストーリー（ゼーファ）

2012年
- AKIBA'S TRIP PLUS（ゴンちゃん）

2013年
- アルカディアスの戦姫（ユルカ）
- XBLAZE CODE:EMBRYO（アベンジ）
- マギ はじまりの迷宮（ハッサン）

2016年
- 逆転オセロニア（ザフキエル）
- サムライライジング（チョウコウ）

2017年
- ファイアーエムブレム ヒーローズ（ローロー、ホークアイ）
- クイズRPG 魔法使いと黒猫のウィズ（オールド・ワン、クロウヴン・フフ、ヅェムヌァグヅ、ディカスティス）

2018年
- ORDINAL STRATA -オーディナル ストラータ-（エスタバン）

2019年
- プラチナ・トレイン（黒鉄潮）

2023年
- 信長の野望 出陣（長野業正、磯野員昌、飯富虎昌）

2024年
- 崩壊:スターレイル（冥火大公「アフリート」）
- ユニコーンオーバーロード（ブラッドリー、傭兵（タイプA）/ NPC）
- ガンダムブレイカー4（ライム）

2025年
- アイアンサーガVS（流竜馬）

### ドラマCD
- SH@PPLE -しゃっぷる-（豆坂）
- 鉄道むすめ 〜鉄道制服コレクション〜 ドラマCD 第1巻（乗客）
- どみなのド!（黒服A）
- ひだまりスケッチ×365 ドラマCD
- ポーの一族（トニー）
- 身代わり伯爵シリーズ（白百合騎士団）
  - 身代わり伯爵の冒険
  - 身代わり伯爵の結婚

### 吹き替え

#### 映画
- アンダーワールド ビギンズ
- アンノウン
- インビクタス/負けざる者たち
- ウォンテッド
- ウルフクリーク/猟奇殺人谷
- 運命のボタン
- エアポート2010
- 女教師グロリア
- 顔のないスパイ（ヨハン・ボズロスキー〈テイマー・ハッサン〉）
- キス&キル
- グレイヴ・エンカウンターズ
- サイボーグ・シティ（ゲイター〈ディーン・N・アレヴァロ〉）
- サンクタム
- スターリングラード 史上最大の市街戦（グロモフ〈ピョートル・フョードロフ〉）
- スピーク（ジャクソン）
- スピードスター
- スラムドッグ$ミリオネア（バルディ〈アーフィ・ランバ〉）
- ソウルメン（アイザック・ヘイズ）
- ダレン・シャン 若きバンパイアと奇怪なサーカス
- チャーリー・バートレットの男子トイレ相談室
- ナルニア国物語/第2章: カスピアン王子の角笛
- ナルニア国物語/第3章: アスラン王と魔法の島
- パーフェクト・ゲッタウェイ
- ハイランダー・ネクスト
- ファイアー・ストーム
- フライト・デスティネーション
- ブラッドウルフ
- ホステージ・オブ・エネミーライン
- ホテル・バディーズ ワンちゃん救出大作戦
- メイク・イット・ハプン!（ウェイン〈マット・キッペン〉）
- メガ・ピラニア
- レイン・オブ・アサシン
- ワイルド・スピード EURO MISSION

#### ドラマ
- 赤と黒
- アグリー・ベティ4
- アメリカン・クライム・ストーリー/O・J・シンプソン事件（クリストファー・ダーデン〈スターリング・K・ブラウン〉）
- アンダーカバーボス3 社長潜入調査 #8
- ER緊急救命室 シーズン14、15（リーディ〈ブレンダン・パトリック・コナー〉）
- イ・サン
- 倚天屠龍記（説府得、空智、王八哀、バスタイ 他）
- WITHOUT A TRACE/FBI 失踪者を追え!
- エクスタント－インフィニティ
- NCIS 〜ネイビー犯罪捜査班
- 華麗なるペテン師たち4
- 気分はぐるぐる #16
- 救命医ハンク セレブ診療ファイル
- クリミナル・マインド4 FBI行動分析課 #8
- クリミナル・マインド5 FBI行動分析課 #2, 15
- GRIMM/グリム シーズン3 #7
- 刑事フォイル #7, 8
- ゴースト 〜天国からのささやきシーズン2 #3（ジョーダン・ホワイト）
- コールドケース 迷宮事件簿
  - シーズン4 #20
  - シーズン6 #6
  - シーズン7 ザ・ファイナル #9
- CSI:マイアミ8 #5 (シェルドン・パークス弁護士〈クレイグ・アントン〉）
- 私立探偵マグナム（ポーリー・ヌーゾ〈ルイス・ロンバルディ〉）
- スーパーナチュラル8 #5
- 善徳女王（文努〈ムンノ〉）
- チャームド〜魔女3姉妹〜 シーズン7（ワイアット・マシュー・ハリウェル）
- ナース・ジャッキー5 #9
- ナイトライダーNEXT（マイク・トレーサー / マイケル・ナイト〈2代目〉〈ジャスティン・ブリューニング〉）
- バーン・ノーティス 元スパイの逆襲（バリー・バーコウスキー〈ポール・テイ〉、シュガー〈アルトゥーロ・フェルナンデス〉）
- HAWAII FIVE-0 シーズン6
- 武神（キム・ジュン〈キム・ジュヒョク〉）
- HOMELAND4 #6
- ホジュン〜伝説の心医 (ホ・ジュン〈キム・ジュヒョク〉）
- マイ・プリンセス
- マルコ・ポーロ（ニッコロー・ポーロ、サンガ）
- マルコ・ポーロ2（ニッコロー・ポーロ）
- 名探偵モンク6 #13
- 名探偵モンク7 #9
- メリは外泊中

#### アニメ
- アドベンチャー・タイム
- ポンポン ポロロ（トントン）
- ラウド・ハウス
- レゴ ニンジャゴー（ヘイルマー）

### 映画
- 銀魂（2017年7月14日、天人の声）

### オーディオドラマ
- クレシェンド（2019年[18][19]、ベネデット〈序章、第二章〉[20][21] / 2020年[22]、チモーゼ〈最終章〉[23]）

### シリーズ一覧
1. ↑  第1期（2014年）最終章『:re』（2018年）
2. ↑  第1期（2016年）、第2期『〜あどばんす〜』（2018年）
3. ↑  第3期『烏野高校 VS 白鳥沢学園高校』（2016年）、第4期『TO THE TOP』第1クール（2020年）
4. ↑  第1期（2016年）、第2期『續』（2019年）
5. ↑  第2期『II』（2019年）、第3期『III』（2022年）
6. ↑  第1クール（2021年）、第2クール（2022年 - 2023年）
7. ↑  『襲撃編』（2024年）、『反撃編』（2025年）
8. ↑  シーズン1（2024年）、シーズン2（2024年）

### 初出話一覧
1. 1 2  第1話初出
2. ↑  第23話初出
3. ↑  第42話初出
4. ↑  第59話初出
5. ↑  第55話初出
6. 1 2  第5話初出
7. 1 2  第10話初出
8. ↑  第3話初出
9. ↑  第366話初出